# Comisión para el Esclarecimiento Histórico
Die Comisión para el Esclarecimiento Histórico (spanisch für „Kommission zur Aufklärung der Geschichte“) oder kurz CEH war eine guatemaltekische Wahrheitskommission, die die Geschehnisse während des Guatemaltekischen Bürgerkriegs untersuchte.
Vorsitzender war der deutsche Völkerrechtler Christian Tomuschat.
Sie wurde 1994 gegründet und stellte ihren Abschlussbericht 1999 vor.

## Aktivitäten
Die CEH stellte fest, dass beim Massaker von Panzós auf dem Platz in Panzós und bei dem Fluchtversuch insgesamt 53 Personen starben und 47 weitere Personen verletzt wurden. Unter den Opfern befand sich auch Adelina Caal, bekannt als „Mamá Maquín“.
Die CEH untersuchte auch die Aktivitäten von Donaldo Álvarez Ruiz, der, dem Bericht zufolge, auch die Morde an seiner Frau, an dem früheren Bürgermeister Manuel Colom Argueta, an dem Oppositionspolitiker Alberto Fuentes und einem Funktionär einer Studentenvereinigung, Oliverio Castañeda, angeordnet haben soll.
Am 19. Dezember 1997, beantragte die CEH beim damaligen Verteidigungsminister eine Stellungnahme zum Massaker von Xamán. Am 19. Dezember 1997 antwortete der Minister, dass es sich ihm verbiete, zum Fall Stellung zu nehmen, da ein entsprechendes Gerichtsverfahren anhängig sei.
1999 stellte die CEH fest, dass 83 % der Opfer des Bürgerkrieges Indigene (davon die meisten Maya) waren und dass 93 % der Gräueltaten von der Armee, 3 % von den Rebellen und 4 % von weiteren Gruppen begangen worden waren. Außerdem seien bei dem Bürgerkrieg mindestens 200.000 Menschen getötet worden.
Aufgrund des Berichts der CEH wurde 2000 Strafanzeige gegen Héctor Mario López gestellt. Dieser wurde im Juni 2011 verhaftet.

## Fälle
- Massaker von Panzós
- Massaker von Xamán
- Massaker in Dos Erres